# Indonézia zászlaja
Indonézia zászlaja, amelyet hivatalosan Sang Dwiwarnának neveznek („magasztos bikolor”), egy élő embert szimbolizál – a vörös a test, a fizikai lét, a fehér pedig a lélek, a spirituális élet színe.
Érdekesség, hogy a zászló megegyezik Monaco zászlajával.